# Dongping (sockenhuvudort i Kina, Jiangxi Sheng, lat 27,31, long 116,68)
Dongping är en sockenhuvudort i Kina. Den ligger i provinsen Jiangxi, i den sydöstra delen av landet, omkring 170 kilometer sydost om provinshuvudstaden Nanchang. Antalet invånare är 5 809. Befolkningen består av 2 821 kvinnor och 2 988 män. Barn under 15 år utgör 24,0 %, vuxna 15-64 år 67 %, och äldre över 65 år 8,0 %.
Runt Dongping är det ganska tätbefolkat, med 129 invånare per kvadratkilometer. Närmaste större samhälle är Shangtang, 8,3 km norr om Dongping. I omgivningarna runt Dongping växer i huvudsak blandskog.
Genomsnittlig årsnederbörd är 2 454 millimeter. Den regnigaste månaden är juni, med i genomsnitt 431 mm nederbörd, och den torraste är oktober, med 19 mm nederbörd.